# Team Brunel

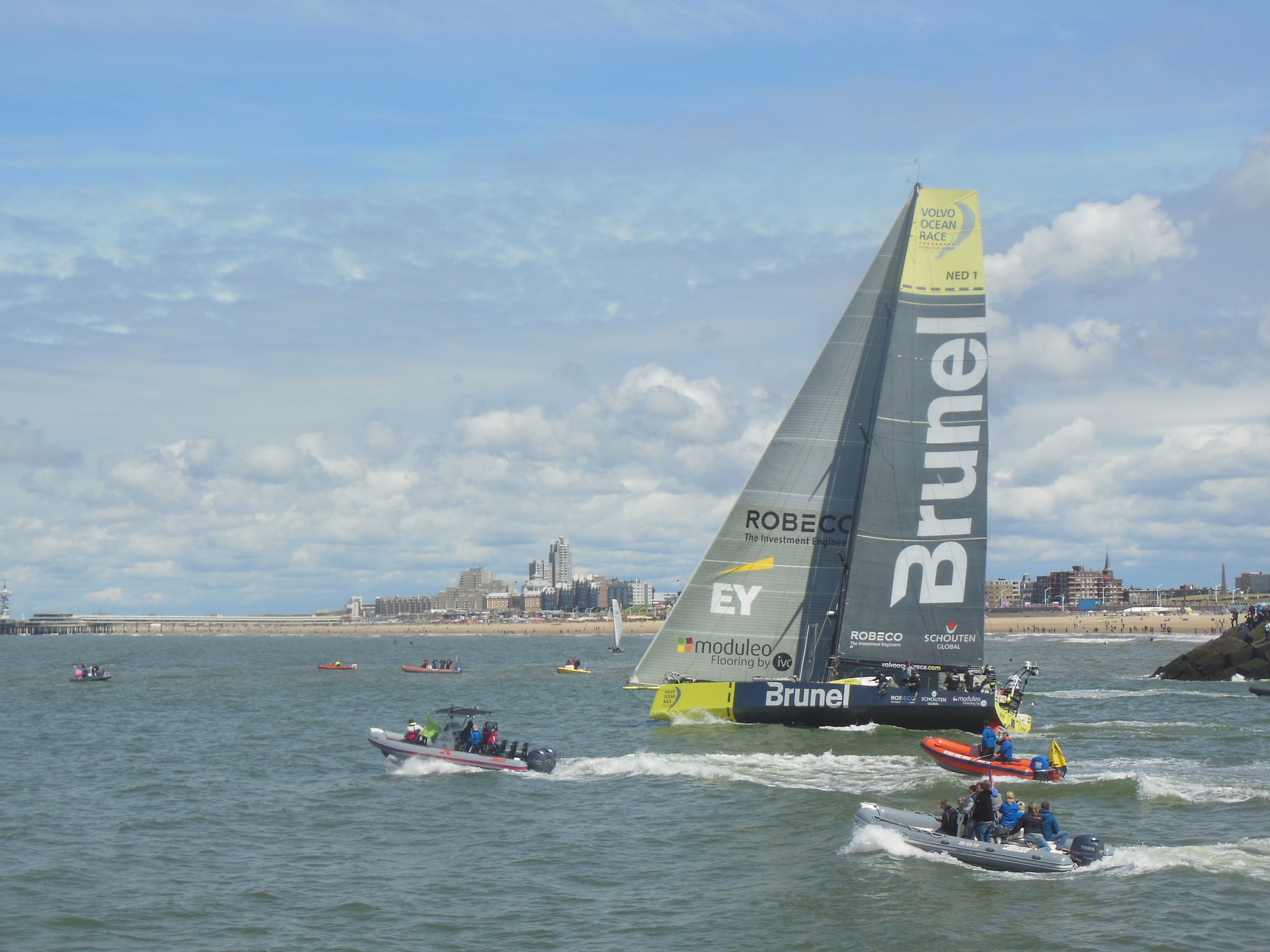
Het team voor de kust van Scheveningen

Team Brunel is een Nederlands zeilteam aan de Volvo Ocean Race, van de edities 2014-2015 en 2017-2018. Bij de editie 2014-2015 eindigde het team als tweede in het eindklassement.

## Editie 2014-2015
Op 3 december 2013 werd officieel aangekondigd dat Brunel International de hoofdsponsor zou zijn van een Nederlands team in de Volvo Ocean Race. Drijvende kracht achter de campagne was zesvoudig deelnemer Bouwe Bekking. Hij en Gerd-Jan Poortman waren al een jaar bezig met de voorbereidingen. Gideon Messink leidde het team op de wal.
Team Brunel won de tweede etappe van Kaapstad naar Abu Dhabi en de zevende etappe van Newport naar Lissabon. Tevens won het zeilteam de havenwedstrijden in Itajaí en Göteborg. Daarmee behaalde het team de tweede plaats in zowel het eindklassement als in het havenklassement.

### Boot

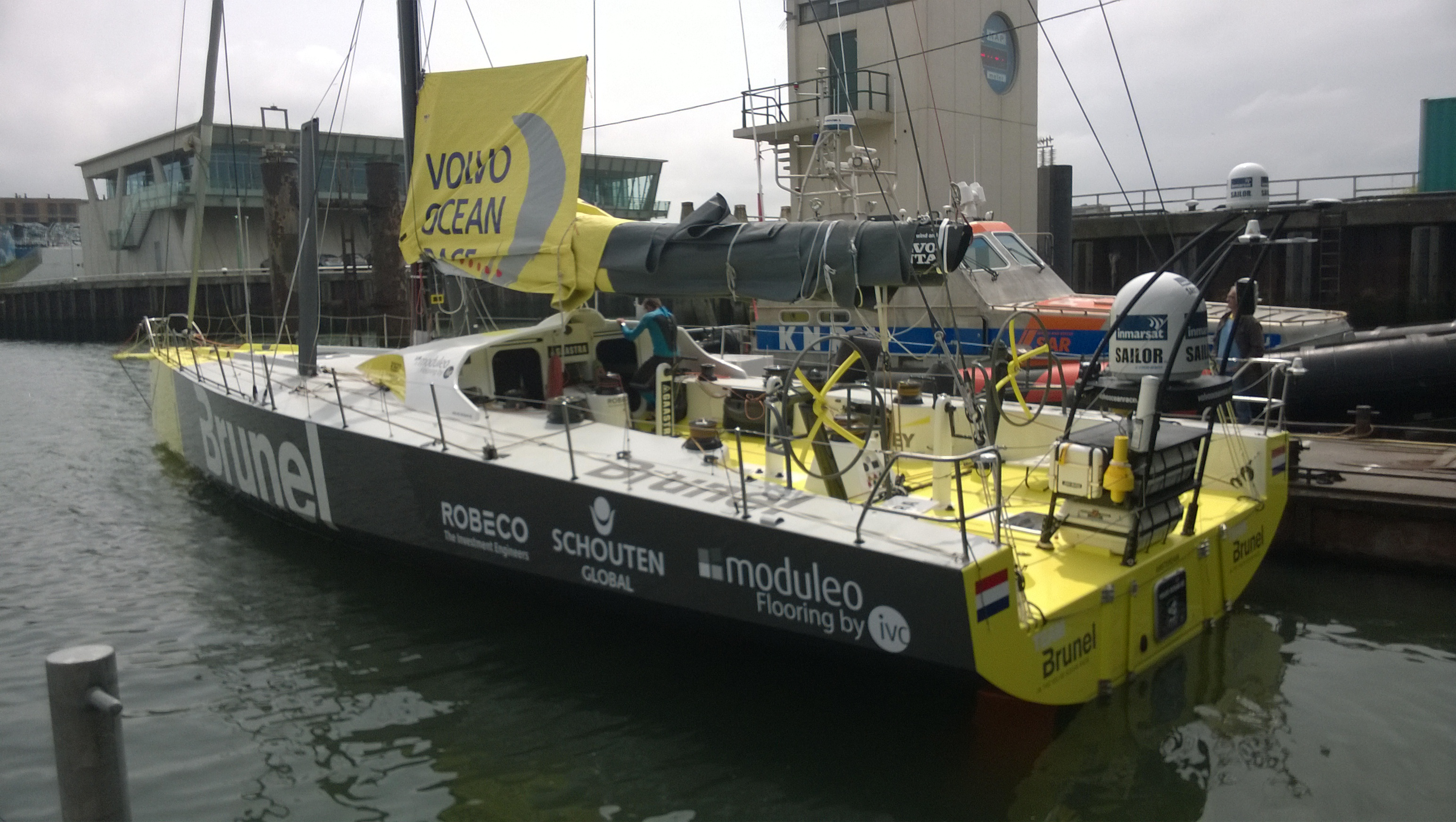
De boot van Team Brunel

Team Brunel voer met een standaard Volvo Ocean 65 met de naam NED1. De boot werd gebouwd bij Green Marine in Southampton (Verenigd Koninkrijk). Het was de derde Ocean 65 die gebouwd is, na die van Dongfeng Race Team en Team SCA. Na de tewaterlating werd de boot door het team naar de Marina Rubicon in Lanzarote op de Canarische Eilanden gevaren, waar de trainingsbasis van het team zich bevond.
Als onderdeel van de voorbereiding nam het team in juli 2014 deel aan de Marina Rubicon Round Canary Islands Race, een driedaagse zeilwedstrijd rondom de Canarische Eilanden. Ook Team SCA en Team Campos (het latere MAPFRE) voeren deze race mee, waarmee het de eerste krachtmeting tussen de Oceans 65 was. Team Brunel won dit onderlinge duel.

### Bemanning
Het team bestond uit de volgende bemanningsleden:
| Naam               | Positie          | Nationaliteit | Geboortedatum    | Eerdere deelnames | Aan boord       |
| ------------------ | ---------------- | ------------- | ---------------- | ----------------- | --------------- |
| Bouwe Bekking      | Schipper         | Nederland     | 17 juni 1963     | 6                 | Etappe 1-9      |
| Andrew Cape        | Navigator        | Australië     | 28 juni 1962     | 5                 | Etappe 1-9      |
| Pablo Arrarte      | Wachtleider      | Spanje        | 11 november 1980 | 3                 | Etappe 1-9      |
| Dirk de Ridder     | Trimmer          | Nederland     | 29 december 1972 | 3                 | Etappe 5        |
| Gerd-Jan Poortman  | Voordekker       | Nederland     | 3 mei 1976       | 2                 | Etappe 1-6, 8-9 |
| Laurent Pagès      | Trimmer          | Frankrijk     | 20 oktober 1976  | 2                 | Etappe 1-4      |
| Jens Dolmer        | Trimmer          | Denemarken    | 23 mei 1969      | 1                 | Etappe 1-9      |
| Javier de la Plaza | Trimmer          | Spanje        | 22 oktober 1973  | 1                 | Etappe 6        |
| Adam Minoprio      | Trimmer          | Nieuw-Zeeland | 19 juni 1985     | 1                 | Etappe 7-9      |
| Louis Balcaen      | Trimmer          | België        | 18 oktober 1988  | 0                 | Etappe 1-9      |
| Rokas Milevičius   | Voordekker       | Litouwen      | 12 december 1986 | 0                 | Etappe 1-9      |
| Stefan Coppers     | Onboard reporter | Nederland     | 4 december 1981  | 0                 | Etappe 1-9      |
| Timo Hagoort       | Voordekker       | Nederland     | 12 augustus 1987 | 0                 | Etappe 7        |

## Editie 2017-2018
In juni 2017 werd aangekondigd dat het team wederom aan de Volvo Ocean Race zou deelnemen, met Bekking als schipper.
| Naam              | Positie                          | Nationaliteit       | Eerdere deelnames | Aan boord         |
| ----------------- | -------------------------------- | ------------------- | ----------------- | ----------------- |
| Bouwe Bekking     | Schipper                         | Nederland           | 7                 | Etappe 1-4, 6-10  |
| Abby Ehler        | Teamlid                          | Verenigd Koninkrijk | 2                 | Etappe 1-4, 7-10  |
| Andrew Cape       | Navigator                        | Australië           | 6                 | Etappe 1-4, 6-10  |
| Louis Balcaen     | Trimmer                          | België              | 1                 | Etappe 3, 6, 8-10 |
| Peter Burling     | Roerganger, Trimmer              | Nieuw-Zeeland       | 0                 | Etappe 1-3, 6-10  |
| Kyle Langford     | Trimmer                          | Australië           | 0                 | Etappe 1-4, 6-10  |
| Carlo Huisman     | Roerganger, Wachtleider, Trimmer | Nederland           | 0                 | Etappe 1-4, 6-10  |
| Alberto Bolzan    | Roerganger, Wachtleider, Trimmer | Italië              | 1                 | Etappe 1-3, 6-10  |
| Nina Curtis       | Teamlid                          | Australië           | 0                 |                   |
| Annie Lush        | Trimmer                          | Verenigd Koninkrijk | 1                 | Etappe 1-3        |
| Sally Barklow     | Teamlid                          | Verenigde Staten    | 1                 | Etappe 4, 6       |
| Jens Dolmer       | Boat Captain                     | Verenigd Koninkrijk | 2                 | Etappe 4          |
| Juanpa Marcos     | Voordekker                       | Argentinië          | 0                 |                   |
| Thomas Rouxel     | Teamlid                          | Frankrijk           | 1                 | Etappe 7          |
| Rome Kirby        | Roerganger, Trimmer              | Verenigde Staten    | 1                 | Etappe 4          |
| Sam Newton        | Teamlid                          | Argentinië          | 0                 | Etappe 4          |
| Marciel Cicchetti | Roerganger, Wachtleider, Trimmer | Argentinië          | 2                 | Etappe 1-2        |